# Winkie
Winkie är en ort i Australien. Den ligger i regionen Berri and Barmera och delstaten South Australia, omkring 190 kilometer öster om delstatshuvudstaden Adelaide. Antalet invånare är 704.
Närmaste större samhälle är Berri, nära Winkie. 
Omgivningarna runt Winkie är i huvudsak ett öppet busklandskap. Runt Winkie är det ganska glesbefolkat, med 22 invånare per kvadratkilometer. Genomsnittlig årsnederbörd är 299 millimeter. Den regnigaste månaden är februari, med i genomsnitt 67 mm nederbörd, och den torraste är oktober, med 7 mm nederbörd.